# Phrynopus kauneorum
Phrynopus kauneorum es una especie de anfibio anuro de la familia Craugastoridae. Es endémica de una zona entre los 2600 y los 3000 m de altitud en la cordillera de Carpish, en el departamento de Huanuco, Perú. Es una especie terrestre que habita bosques nublados. Se reproduce por desarrollo directo.
Se encuentra gravemente amenazada de extinción dada su pequeña área de distribución y la pérdida de su hábitat natural debida a la agricultura y ganadería.